# Ala Makota
Ala Makota – seria książek dla młodzieży autorstwa Małgorzaty Budzyńskiej. Pisana w formie pamiętnika, zawiera codzienne zapiski z życia Ali Makoty. Dwa tomy serii sprzedały się w nakładzie ponad 40 tysięcy egzemplarzy. 

## Seria
Do roku 2011 powstało dziesięć książek. Siedem z nich wydało wydawnictwo „Świat Książki”, natomiast dwie kolejne – „Znak”. W pierwszej części narratorka jest trzynastolatką, w kolejnych dorasta, później osiąga pełnoletniość. Zaś w najnowszych książkach (Maksymalnie ja) zapiski wracają do okresu fabularnie wcześniejszego niż Notatnik sfrustrowanej nastolatki.
1. Ala Makota. Notatnik sfrustrowanej nastolatki 1, 2000.
2. Ala Makota. Notatnik sfrustrowanej nastolatki 2, 2000.
3. Ala Makota. Zakochana 1, 2002.
4. Ala Makota. Zakochana 2, 2003.
5. Ala Makota dorasta. Siedemnastka, 2005.
6. Ala Makota. Osiemnastka, 2006.
7. Ala Makota. Na fali sukcesu, 2007.
8. Ala Makota. Maksymalnie ja 1, 2010.
9. Ala Makota. Maksymalnie ja 2, 2010.
10. Ala Makota. Jacek, 2011.

## Główni bohaterowie
- Ala Makota – główna bohaterka. Początkowo mieszka z ojcem, matką i dwójką braci w jednym z bloków na Warszawskim Ursynowie. W książce Notatnik sfrustrowanej nastolatki ma 13 lat, prowadzi wówczas sklepik szkolny wspólnie z przyjaciółką. Jej pierwszym chłopakiem jest Daniel R., zwany Rupsem.
- Patrycja – koleżanka Ali ze szkoły. Nosi przezwisko Puszka. W pierwszych częściach zakochana w Andrzeju G., bokserze. Prowadzi razem z Alą sklepik szkolny.
- Tata Ali – pracuje w bibliotece na uniwersytecie. Spotyka się z pewną blondynką. Następnie, po wyprowadzce mamy Ali, zaprzyjaźnia się z lekarką. Fan zespołu Queen.
- Mama Ali – jest pomocą dentystyczną. Romansowała ze swoim kolegą z pracy, Henrykiem. Wyprowadziła się od ojca Ali, zostawiając Alę, która nie miała zamiaru mieszkać u pana Henia. To ona wysłała ojcu Ali pozew rozwodowy, który ojciec, pomimo starań dzieci, w końcu odebrał.
- Jacek Makota – starszy o dwa lata brat Ali. Uwielbia się z nią kłócić i dokazywać
- Robert Makota – najstarsze dziecko Makotów. Na początku pierwszej książki ma mu się urodzić dziecko, którego matką jest jego dziewczyna, Agnieszka. Mają wziąć ślub. Robert pracuje w McDonald's.
- Hrabinie – para staruszków którymi Ala się opiekuje. Podobno prawdziwi arystokraci, ale kto tam wie... Mieszkają w jedynej kamienicy na terenie Ursynowa.

Akcja serii rozgrywa się w Warszawie, gdzie mieszka również jej autorka.